# Danny O'Donoghue
Pour les articles homonymes, voir O'Donoghue.
Danny O'Donoghue (né le 3 octobre 1979 à Cashel) est un chanteur irlandais leader du groupe The Script. Il a été un des coaches de l'émission The Voice UK (saisons 1 et 2). Il est souvent qualifié de génie vocal. En effet, celui-ci a déjà prouvé qu'il pouvait couvrir plus de 3 octaves avec sa voix.
Il grandit dans la banlieue de Dublin, où il y fait la rencontre de Mark Sheehan, qui devient son guitariste. Tous les deux sont tombés amoureux de la musique afro-américaine, ce qui permet leur rencontre.
Au-delà du chant, Danny est un très bon guitariste. Il sait aussi jouer du piano et de la batterie.

## Carrière
Danny O'Donoghue est un des membres du groupe Mytown, un boys band de la fin des années 1990. Il a sa révélation pour la musique en regardant la télévision lors d'une apparition de Stevie Wonder.
Il quitte ses études pour se consacrer entièrement à sa passion. Il travaille en tant que producteur aux États-Unis avec Mark Sheehan. Finalement, au début des années 2000, Danny recrute un nouveau batteur, Glen Power. Ils connaissent depuis un grand succès, tel qu'en août 2013, le groupe est désigné premier des 10 plus grosses tendances mondiales. Ce succès est d'ailleurs appuyé par le duo avec Will.i.am, cette idée ayant germé lors de la saison 1 de The Voice UK entre les 2 coachs.
C'est ainsi que le 8 décembre 2011 il est choisi comme coach de l'émission The Voice UK aux côtés de Jessie J, will.i.am et Tom Jones. Danny a accepté de devenir l'un des coach pour faire connaitre son groupe au monde entier. Il a d'ailleurs récemment déclaré qu'il quittait l'émission pour se concentrer sur The Script. L'équipe O'Donoghue est finalement la gagnante de The Voice UK 2013, notamment grâce à la belle performance de Andrea Begley, une jeune malvoyante.
If You Could See Me Now, qui est l'une des musiques les plus appréciées de leur album #3, est écrite en souvenir du père de Danny, et des deux parents de Mark Sheehan, maintenant décédés. C'est pourquoi à chaque fin de concert il déclare "God bless", ce qui signifie "Dieu bénit".

## Relations

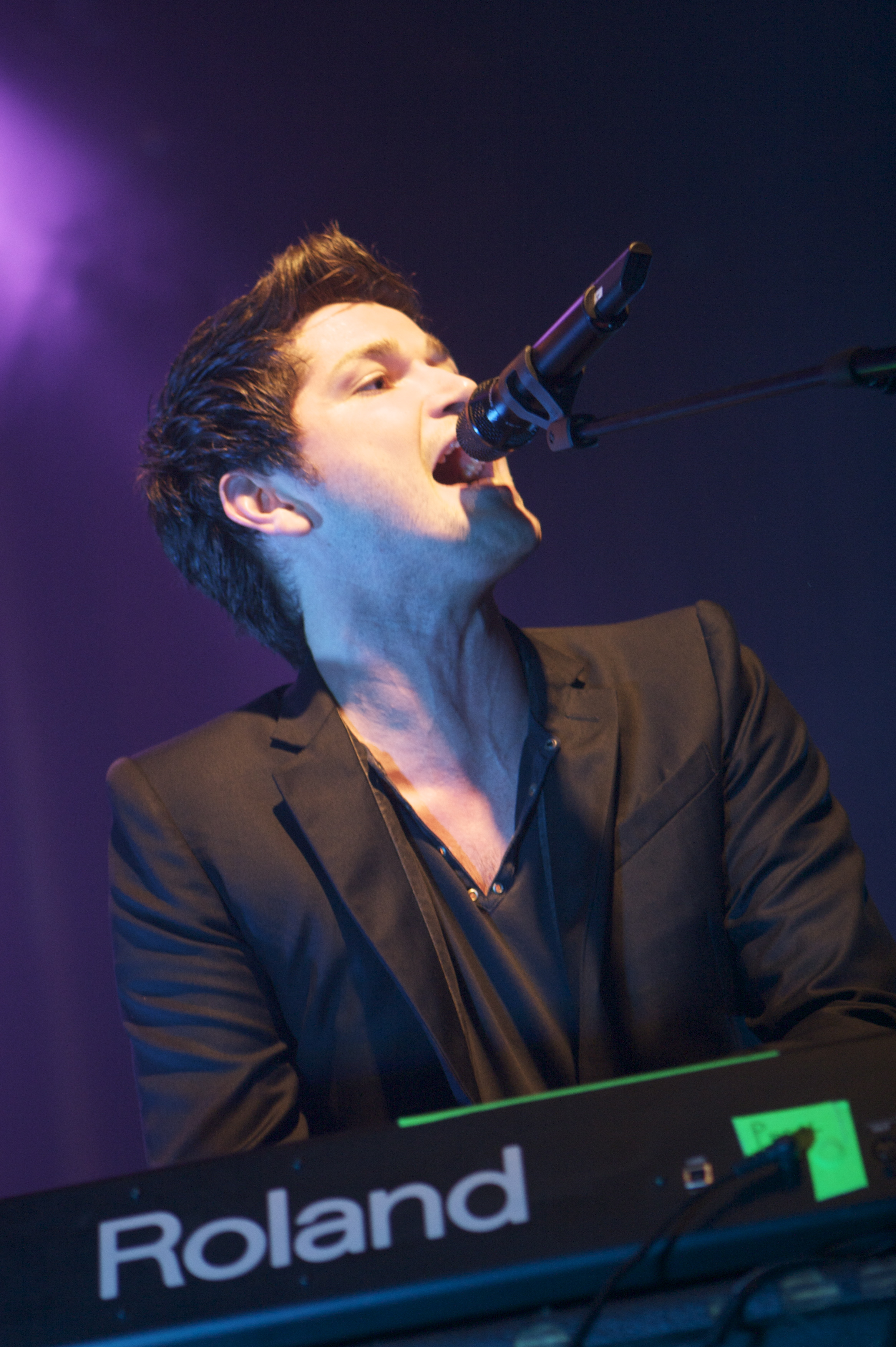
Danny en concert

Danny entretient de très bonnes relations avec Will.i.am, notamment grâce à leur duo sur Hall Of Fame. Le groupe The Script a par ailleurs chanté avec lui sur The Ellen DeGeneres Show.
Le leader du trio irlandais n'hésite pas à faire appel à de grands chanteurs lors de leurs prestations live, comme le rappeur Tinie Tempah pendant de leur Homecoming à Dublin, sur le titre Written In The Stars, ou encore Labrinth pour le Big Weekend et le V Festival.
Récemment, lors du Mixtape Festival, Danny a chanté sur scène en présence de Patrick Monahan (Train), Ashley Monroe et Ryan Tedder du groupe OneRepublic.
Lors du Royal Live Lounge de juin 2013, Danny a pu rencontrer la reine Élisabeth II, notamment en chantant Heroes en duo avec Indiana.
Avec The Script, il a également joué avec Take That, U2 ou encore Paul McCartney pour leur tournée aux États-Unis. Il a aussi participé au concert de Taylor Swift à l'O2 de Londres début février 2014, la chanteuse étant ravie de chanter Breakeven avec le leader de The Script dont elle est fan.
L'ancienne petite amie de Danny est Irma Mali. Elle apparait dans le clip de Breakeven.

## Style
Danny couvre plus de 3 octaves avec sa voix, malgré ses problèmes pulmonaires (collapsus) et de gorge. Au-delà, Danny est un très bon rappeur. Son style lui vient surtout des mauvaises étapes qu'ont connu lui et son groupe, évoquant ainsi un problème social qu'ils ont vécu (ou non) à travers chacune de leurs musiques.
Danny sait également jouer de la guitare (qu'il utilise surtout en acoustique) et du piano (For The First Time, Breakeven...). Si le leader du groupe The Script séduit son public, c'est également grâce à sa façon de se mouvoir sur scène et de savoir mettre l'ambiance pendant leurs concerts.